# Barylypa arizonensis
Barylypa arizonensis är en stekelart som beskrevs av Dasch 1984. Barylypa arizonensis ingår i släktet Barylypa och familjen brokparasitsteklar. Inga underarter finns listade.